# Spilogona anthrax
Spilogona anthrax är en tvåvingeart som först beskrevs av Jacques-Marie-Frangile Bigot 1885.  Spilogona anthrax ingår i släktet Spilogona och familjen husflugor. Inga underarter finns listade i Catalogue of Life.